# Karin Kihlman
Karin Kihlman (fram till 1917 Olsson, 1917-1929 Benktander; i riksdagen kallad Kihlman i Göteborg, född 27 september 1890 i Göteborg, död där 12 april 1977, var en svensk adjunkt och politiker (folkpartist). Syster till Hugo Osvald och Ingrid Osvald.
Karin Kihlman, som var dotter till en sjökapten, blev filosofie magister 1912 vid Uppsala universitet och var sedan lärare i främst Göteborg fram till 1955, från 1947 som läroverksadjunkt. Hon var ledamot i Göteborgs stadsfullmäktige 1943-1959 och var också ledamot i Sveriges stadsförbunds förhandlingsdelegation i avtalsfrågor, 1959 som förste vice ordförande.
Hon var riksdagsledamot i andra kammaren den 8 juli-31 december 1940 för Göteborgs stads valkrets.